# Finales NBA 1985
Navigation
Finales 1984 Finales 1986
Les finales NBA 1985 sont la dernière série de matchs de la saison 1984-1985 de la NBA et la conclusion des séries éliminatoires (playoffs) de la saison. Le champion de la conférence Est, les Celtics de Boston rencontrent le champion de la conférence Ouest les Lakers de Los Angeles.
Les Celtics ont l'avantage du terrain pour la deuxième année consécutive comme ils ont terminé la saison régulière avec un bilan de (63-19) tandis que les Lakers de Los Angeles en ont une victoire de moins (62-20). Les Lakers se sont remis de la perte douloureuse de la série finale de l'année précédente et cherchent encore à battre Boston pour la première fois dans l'histoire des finales NBA entre les deux franchises. Pour la première fois, le format de la finale est 2-3-2 avec les matchs 1 et 2 à Boston, tandis que les trois prochains matchs sont à Los Angeles. Les deux derniers matchs de la série seraient joués à Boston, le cas échéant. Ce changement de format est venu après que David Stern a eu une conversation avec la légende des Celtics Red Auerbach en 1984, qui n'aimait pas le déplacements fréquents entre les matchs.
Les Lakers de Los Angeles ont défait les Celtics quatre matches à deux pour battre les Celtics pour la première fois dans l'histoire des Lakers en finale NBA.
Il marquera la dernière fois que la marque NBA World Series Championship serait utilisé en tant que marque NBA Finals serait remplacer la saison prochaine.
Cette série finale voit s'affronter sur le plancher neuf joueurs qui seront intronisés au Basketball Hall of Fame : Larry Bird, Kevin McHale, Bob McAdoo, Robert Parish, Dennis Johnson pour les Celtics et Magic Johnson, Kareem Abdul-Jabbar, Jamaal Wilkes, James Worthy pour les Lakers ainsi que les deux entraineurs K.C. Jones (intronisé comme joueur) des Celtics et Pat Riley des Lakers. Deux autres Hall of Famers des Celtics sont présents : Red Auerbach, président des Celtics et Tom Heinsohn qui commente les matchs à Boston pour CBS Sports. Cette série, comme la précédente, sont les seules à réunir treize joueurs intronisés au Basketball Hall of Fame.

## Lieux des compétitions
Les deux salles pour le tournoi ces finales sont : le Boston Garden de Boston et le Great Western Forum d'Inglewood.
| Los Angeles         | \| Boston Los Angeles \| | Boston           |
| Great Western Forum | \| Boston Los Angeles \| | TD Garden,       |
| Capacité: 17 505    | \| Boston Los Angeles \| | Capacité: 14 870 |
| Te Forum            | \| Boston Los Angeles \| | Boston Garden    |
| Boston Los Angeles  |                          |                  |

## Avant les finales

### Celtics de Boston
Lors de la saison régulière les Celtics de Boston ont terminé la saison premiers de la division Atlantique et premier de la conférence Est avec un bilan de 63 victoires pour 19 défaites, soit le meilleur bilan de la ligue.
Les Celtics, se sont qualifiés en battant successivement au premier tour les Cavaliers de Cleveland trois victoires à une, puis en demi-finales de conférence les Pistons de Détroit quatre victoires à deux puis en  finales de conférence les 76ers de Philadelphie quatre victoires à une.

### Lakers de Los Angeles
Lors de la saison régulière les Lakers ont terminé la saison premiers de la division pacifique et de la conférence Ouest avec le second bilan de la ligue derrière Boston avec un bilan de 62 victoires pour 20 défaites.
Les Lakers se sont qualifiés en battant au premier tour les Suns de Phoenix trois victoires à zéro, puis en demi-finales les Trail Blazers de Portland quatre victoires à une et en finales de conférence les Nuggets de Denver quatre victoires à une.

### Parcours comparés vers les finales NBA
| Champion de division | Qualifié pour les playoffs | Éliminé des playoffs |

| Rang | Franchise                | V  | D  | PCT    | R  | Dom   | Ext   | Div   |
| ---- | ------------------------ | -- | -- | ------ | -- | ----- | ----- | ----- |
| 1    | Celtics de Boston        | 63 | 19 | 76.8 % | –  | 35-6  | 28-13 | 19-5  |
| 2    | Bucks de Milwaukee       | 59 | 23 | 72.0 % | 4  | 36-5  | 23-18 | 20-10 |
| 3    | 76ers de Philadelphie    | 58 | 24 | 70.7 % | 5  | 34-7  | 24-17 | 15-9  |
| 4    | Pistons de Détroit       | 46 | 36 | 56.1 % | 17 | 26-15 | 20-21 | 21-8  |
| 5    | Nets du New Jersey       | 42 | 40 | 51.2 % | 21 | 27-14 | 15-26 | 13-11 |
| 6    | Bullets de la Washington | 40 | 42 | 48.8 % | 23 | 28-13 | 12-29 | 11-13 |
| 7    | Bulls de Chicago         | 38 | 44 | 46.3 % | 25 | 26-15 | 12-29 | 13-17 |
| 8    | Cavaliers de Cleveland   | 36 | 46 | 43.9 % | 27 | 20-21 | 16-25 | 13-16 |
|      |                          |    |    |        |    |       |       |       |
| 9    | Hawks d'Atlanta          | 34 | 48 | 41.5 % | 29 | 19-22 | 15-26 | 15-15 |
| 10   | Knicks de New York       | 24 | 58 | 29.3 % | 39 | 19-22 | 5-36  | 2-22  |
| 11   | Pacers de l'Indiana      | 22 | 60 | 26.8 % | 41 | 16-25 | 6-35  | 7-23  |

| Rang | Franchise                 | V  | D  | PCT    | R  | Dom   | Ext   | Div   |
| ---- | ------------------------- | -- | -- | ------ | -- | ----- | ----- | ----- |
| 1    | Lakers de Los Angeles     | 62 | 20 | 75,6 % | –  | 36-5  | 26-15 | 18-12 |
| 2    | Nuggets de Denver         | 52 | 30 | 63,4 % | 10 | 34-7  | 18-23 | 17-13 |
| 3    | Rockets de Houston        | 48 | 34 | 58,5 % | 14 | 29-12 | 19-22 | 20-10 |
| 4    | Mavericks de Dallas       | 44 | 38 | 53,7 % | 18 | 24-17 | 20-21 | 14-16 |
| 5    | Trail Blazers de Portland | 42 | 40 | 51,2 % | 20 | 27-14 | 15-26 | 17-13 |
| 6    | Jazz de l'Utah            | 41 | 41 | 50,0 % | 21 | 26-15 | 15-26 | 19-11 |
| 7    | Spurs de San Antonio      | 41 | 41 | 50,0 % | 21 | 30-11 | 11-30 | 12-18 |
| 8    | Suns de Phoenix           | 36 | 46 | 43,9 % | 26 | 26-15 | 10-31 | 16-14 |
|      |                           |    |    |        |    |       |       |       |
| 9    | SuperSonics de Seattle    | 31 | 51 | 37,8 % | 31 | 21-20 | 10-31 | 14-16 |
| 10   | Clippers de Los Angeles   | 31 | 51 | 37,8 % | 31 | 21-20 | 10-31 | 13-17 |
| 11   | Kings de Kansas City      | 31 | 51 | 37,8 % | 31 | 23-18 | 8-33  | 8-22  |
| 12   | Warriors de Golden State  | 22 | 60 | 37,8 % | 31 | 17-24 | 5-36  | 12-18 |

### Face à face en saison régulière

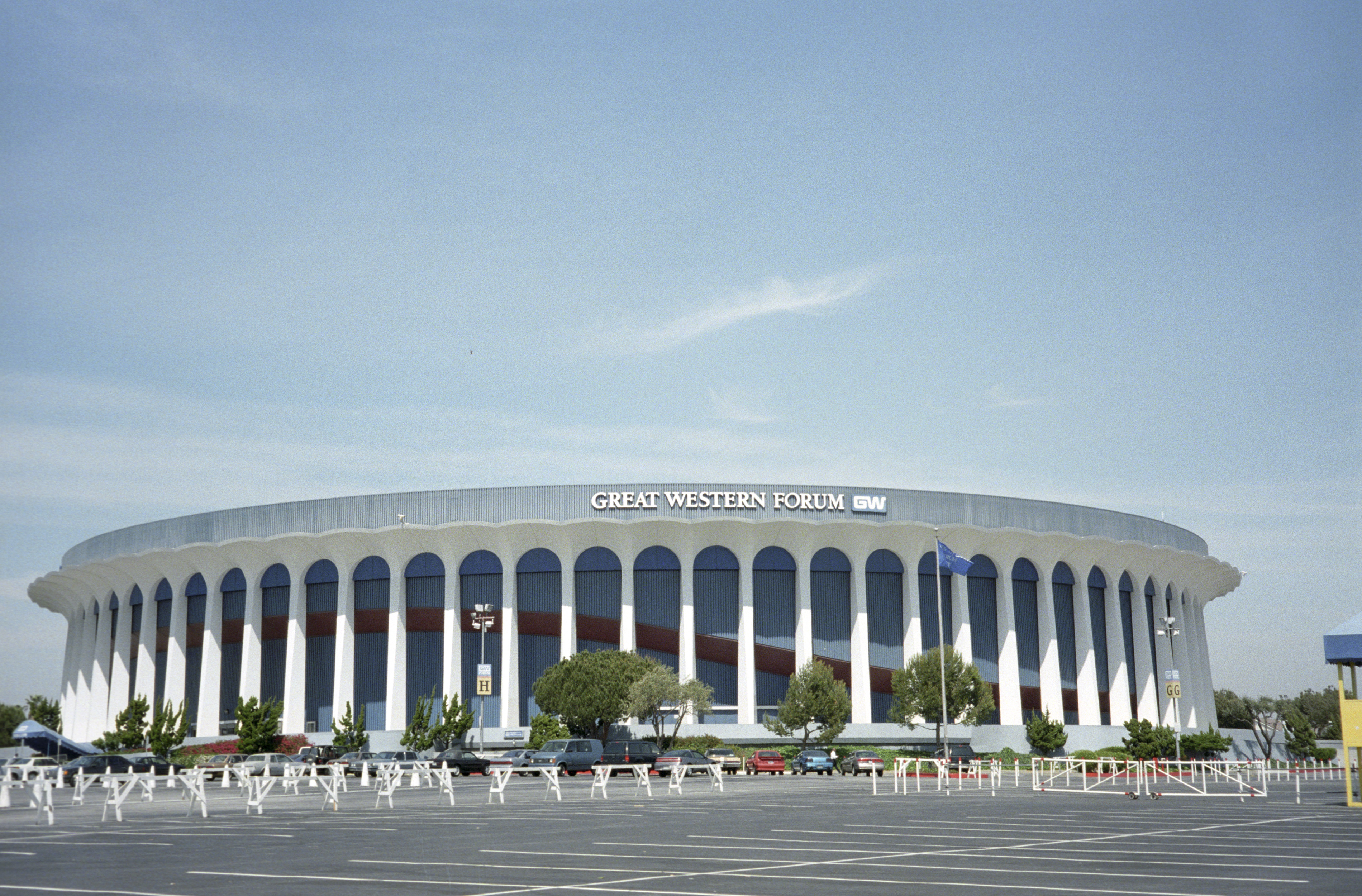
Great Western Forum

Les Celtics et les Lakers se sont rencontrés 2 fois. Chacune des deux franchise a gagné son match à domicile.
| Match | Date            | équipe à domicile     | Score   | équipe à l'extérieur  |
| ----- | --------------- | --------------------- | ------- | --------------------- |
| 1     | 16 janvier 1985 | Celtics de Boston     | 104-102 | Lakers de Los Angeles |
| 2     | 17 février 1985 | Lakers de Los Angeles | 117-111 | Celtics de Boston     |

## Formule

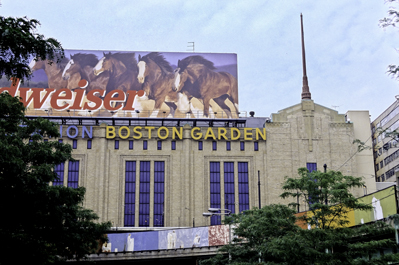
Boston Garden

Pour les séries finales la franchise gagnante est la première à remporter quatre victoires, soit un minimum de quatre matchs et un maximum de sept. Les rencontres se déroulent dans l'ordre suivant :
| Match | Recevant       | Match | Recevant       | Match | Recevant        | Match | Recevant        |
| ----- | -------------- | ----- | -------------- | ----- | --------------- | ----- | --------------- |
| 1     | Meilleur bilan | 2     | Meilleur bilan | 3     | Moins bon bilan | 4     | Moins bon bilan |

| Match | Recevant        | Match | Recevant       | Match | Recevant       |
| ----- | --------------- | ----- | -------------- | ----- | -------------- |
| 5     | Moins bon bilan | 6     | Meilleur bilan | 7     | Meilleur bilan |

## Les finales

### Tableau
|                       | Match 1 | Match 2 | Match 3 | Match 4 | Match 5 | Match 6 | Score final |
| Celtics de Boston     | 148     | 102     | 111     | 107     | 111     | 100     | 2           |
| Lakers de Los Angeles | 114     | 109     | 136     | 105     | 120     | 111     | 4           |

Les scores en couleur représentent l'équipe à domicile. Le score du match en gras est le vainqueur du match.

### Match 1
| 27 mai 1985 | Rapport | Lakers de Los Angeles 114, Celtics de Boston 148              | Lakers de Los Angeles 114, Celtics de Boston 148 | Lakers de Los Angeles 114, Celtics de Boston 148   | OT | Boston Garden, Boston Affluence : 14 890 Arbitres : No. 10 Darell Garretson No. 20 Jess Kersey | CBS |
| 27 mai 1985 | Rapport | Score par quart-temps : 24–38, 25–41, 30–29, 35–40, OT : 8-11 |                                                  |                                                    | OT | Boston Garden, Boston Affluence : 14 890 Arbitres : No. 10 Darell Garretson No. 20 Jess Kersey | CBS |
| 27 mai 1985 | Rapport | James Worthy 20 Kurt Rambis 9 Magic Johnson 12                | Points Rebonds Passes d.                         | McHale, Wedman 26 Kevin McHale 9 Dennis Johnson 10 | OT | Boston Garden, Boston Affluence : 14 890 Arbitres : No. 10 Darell Garretson No. 20 Jess Kersey | CBS |
| 27 mai 1985 | Rapport | Boston mène la série 1 à 0                                    |                                                  |                                                    | OT | Boston Garden, Boston Affluence : 14 890 Arbitres : No. 10 Darell Garretson No. 20 Jess Kersey | CBS |

Les Celtics battent les Lakers 148-114 dans un match reconnu comme le Massacre Memorial Day. Kareem Abdul-Jabbar n'a marqué que 12 points et 3 rebonds en duel avec Robert Parish et Magic Johnson n'a qu'un seul rebond. Danny Ainge des Celtics a débuté fort en marquant 15 points dans le premier quart-temps. Scott Wedman a réussi ses 11 tirs. Ensuite, Abdul-Jabbar s'est excusé auprès de ses coéquipiers pour sa performance médiocre.
Avant la victoire de Boston 131-92 sur les Lakers lors du match 6 des finales 2008, c'est le match de finales le plus déséquilibré dans l'histoire de la rivalité entre les Celtics de Boston et les Lakers de Los Angeles.

### Match 2
| 30 mai 1985 | Rapport | Lakers de Los Angeles 109, Celtics de Boston 102               | Lakers de Los Angeles 109, Celtics de Boston 102 | Lakers de Los Angeles 109, Celtics de Boston 102 |  | Boston Garden, Boston Affluence : 14 890 Arbitres : No. 11 Jake O'Donnell No. 9 John Vanak | CBS |
| 30 mai 1985 | Rapport | Score par quart-temps : 31–26, 33–20, 23–29, 22–27             |                                                  |                                                  |  | Boston Garden, Boston Affluence : 14 890 Arbitres : No. 11 Jake O'Donnell No. 9 John Vanak | CBS |
| 30 mai 1985 | Rapport | Kareem Abdul-Jabbar 30 Kareem Abdul-Jabbar 17 Magic Johnson 13 | Points Rebonds Passes d.                         | Larry Bird 30 Larry Bird 12 Dennis Johnson 8     |  | Boston Garden, Boston Affluence : 14 890 Arbitres : No. 11 Jake O'Donnell No. 9 John Vanak | CBS |
| 30 mai 1985 | Rapport | Égalité dans la série 1 à 1                                    |                                                  |                                                  |  | Boston Garden, Boston Affluence : 14 890 Arbitres : No. 11 Jake O'Donnell No. 9 John Vanak | CBS |

Les Lakers se reprennent avec une victoire 109-102 à Boston, comme Kareem Abdul-Jabbar qui totalise 30 points, 17 rebonds, 3 contres, et 8 passes. Michael Cooper contribue à ce succès en terminant avec 22 points dont un  8 sur 9 au tir. Les Lakers égalisent ainsi à un match partout.

### Match 3
| 2 juin 1985 | Rapport | Celtics de Boston 111, Lakers de Los Angeles 136   | Celtics de Boston 111, Lakers de Los Angeles 136 | Celtics de Boston 111, Lakers de Los Angeles 136        |  | Great Western Forum, Inglewood Affluence : 17 505 Arbitres : No. 25 Hugh Evans No. 12 Earl Strom | CBS |
| 2 juin 1985 | Rapport | Score par quart-temps : 29–25, 30–40, 26–35, 26–36 |                                                  |                                                         |  | Great Western Forum, Inglewood Affluence : 17 505 Arbitres : No. 25 Hugh Evans No. 12 Earl Strom | CBS |
| 2 juin 1985 | Rapport | Kevin McHale 31 Kevin McHale 10 Danny Ainge 10     | Points Rebonds Passes d.                         | James Worthy 29 Kareem Abdul-Jabbar 14 Magic Johnson 16 |  | Great Western Forum, Inglewood Affluence : 17 505 Arbitres : No. 25 Hugh Evans No. 12 Earl Strom | CBS |
| 2 juin 1985 | Rapport | Los Angeles mène la série 2 à 1                    |                                                  |                                                         |  | Great Western Forum, Inglewood Affluence : 17 505 Arbitres : No. 25 Hugh Evans No. 12 Earl Strom | CBS |

Les Celtics sont en avance avec 48-38 au milieu su second quart-temps, avant que les Lakers, sous l'impulsion de James Worthy, ne mène 65-59 à mi-temps. Finalement les Lakers remportent le match 136-111. Kareem Abdul-Jabbar devient un des meilleurs marqueurs des séries éliminatoires de tous les temps. Pendant ce temps, Larry Bird perd sa réussite au tir avec 17 sur 42, en fait il est gêné par un mal de dos et le coude droit douloureux, même si la plupart des gens croient qu'il a des problèmes avec la défense de Michael Cooper.

### Match 4
| 5 juin 1985 | Rapport | Celtics de Boston 107, Lakers de Los Angeles 105   | Celtics de Boston 107, Lakers de Los Angeles 105 | Celtics de Boston 107, Lakers de Los Angeles 105         |  | Great Western Forum, Inglewood Affluence : 17 505 Arbitres : No. 4 Ed T. Rush No. 9 John Vanak | CBS |
| 5 juin 1985 | Rapport | Score par quart-temps : 28–32, 31–26, 23–26, 25–21 |                                                  |                                                          |  | Great Western Forum, Inglewood Affluence : 17 505 Arbitres : No. 4 Ed T. Rush No. 9 John Vanak | CBS |
| 5 juin 1985 | Rapport | Kevin McHale 28 Kevin McHale 12 Dennis Johnson 12  | Points Rebonds Passes d.                         | Kareem Abdul-Jabbar 21 Magic Johnson 11 Magic Johnson 12 |  | Great Western Forum, Inglewood Affluence : 17 505 Arbitres : No. 4 Ed T. Rush No. 9 John Vanak | CBS |
| 5 juin 1985 | Rapport | Égalité dans la série 2 à 2                        |                                                  |                                                          |  | Great Western Forum, Inglewood Affluence : 17 505 Arbitres : No. 4 Ed T. Rush No. 9 John Vanak | CBS |

### Match 5
| 7 juin 1985 | Rapport | Celtics de Boston 111, Lakers de Los Angeles 120   | Celtics de Boston 111, Lakers de Los Angeles 120 | Celtics de Boston 111, Lakers de Los Angeles 120      |  | Great Western Forum, Inglewood Affluence : 17 505 Arbitres : No. 10 Darell Garretson No. 11 Jake O'Donnell | CBS |
| 7 juin 1985 | Rapport | Score par quart-temps : 31–35, 20–29, 30–31, 30–25 |                                                  |                                                       |  | Great Western Forum, Inglewood Affluence : 17 505 Arbitres : No. 10 Darell Garretson No. 11 Jake O'Donnell | CBS |
| 7 juin 1985 | Rapport | Robert Parish 26 Kevin McHale 10 Dennis Johnson 17 | Points Rebonds Passes d.                         | Kareem Abdul-Jabbar 36 Kurt Rambis 9 Magic Johnson 17 |  | Great Western Forum, Inglewood Affluence : 17 505 Arbitres : No. 10 Darell Garretson No. 11 Jake O'Donnell | CBS |
| 7 juin 1985 | Rapport | Los Angeles mène la série 3 à 2                    |                                                  |                                                       |  | Great Western Forum, Inglewood Affluence : 17 505 Arbitres : No. 10 Darell Garretson No. 11 Jake O'Donnell | CBS |

Dans ce match, les Lakers ont toujours mené devant les Celtics passant d'une avance de 64-51 à 89-72 puis les Celtics ont réduit le déficit à 101-97 avec six minutes de la fin. Toutefois, Magic Johnson marqué trois fois de suite alors que Kareem a ajouté quatre autres paniers et les Lakers ont terminé avec une victoire 120-111 pour prendre une avance de 3-2 dans la série. C'est le premier match 5 à être joué dans le format 2-3-2 dans laquelle l'équipe sans l'avantage du terrain reçoit.

### Match 6
| 7 juin 1985 | Rapport | Lakers de Los Angeles 111, Celtics de Boston 100           | Lakers de Los Angeles 111, Celtics de Boston 100 | Lakers de Los Angeles 111, Celtics de Boston 100 |  | Boston Garden, Boston Affluence : 14 890 Arbitres : No. 25 Hugh Evans No. 12 Earl Strom | CBS |
| 7 juin 1985 | Rapport | Score par quart-temps : 28–26, 27–29, 27–18, 29–27         |                                                  |                                                  |  | Boston Garden, Boston Affluence : 14 890 Arbitres : No. 25 Hugh Evans No. 12 Earl Strom | CBS |
| 7 juin 1985 | Rapport | Kareem Abdul-Jabbar 29 Johnson, Rambis 10 Magic Johnson 14 | Points Rebonds Passes d.                         | Kevin McHale 32 Kevin McHale 16 Danny Ainge 11   |  | Boston Garden, Boston Affluence : 14 890 Arbitres : No. 25 Hugh Evans No. 12 Earl Strom | CBS |
| 7 juin 1985 | Rapport | Los Angeles gagne la série 4 à 2                           |                                                  |                                                  |  | Boston Garden, Boston Affluence : 14 890 Arbitres : No. 25 Hugh Evans No. 12 Earl Strom | CBS |

Lors de ce dernier match, les Lakers mené par Abdul-Jabbar, qui a marqué 29 points battent les Celtics 111-100. Kevin McHale a marqué 32 points malgré la défaite. Grâce à la défense de Michael Cooper et une blessure à la main droite de Larry Bird auteur d'un médiocre 12 sur 29 pau tir. C'est la première (et à ce jour, la seule) fois qu'une équipe adverse remporte un championnat de la NBA au Boston Garden. Kareem Abdul-Jabbar a été nommé MVP de la série, seulement son deuxième (il l'a également gagné en 1971). Lors des quatre victoires des Lakers, Abdul-Jabbar produit en moyenne 30,2 points, 11,3 rebonds, 6,5 passes et 2,0 blocs.
C'est la première fois, après huit défaites consécutives, que les Lakers battent les Celtics en finales.

## Équipes
| Effectif des Lakers de Los Angeles - Champions NBA 1984-1985 |
| --- |
| 4 Byron Scott • 11 Bob McAdoo • 12 Ronnie Lester • 21 Michael Cooper • 25 Mitch Kupchak • 31 Kurt Rambis • 32 Magic Johnson • 33 Kareem Abdul-Jabbar (Finals MVP) • 35 Larry Spriggs • 40 Mike McGee • 42 James Worthy • 43 Chuck Nevitt • 52 Jamaal Wilkes Entraîneur : Pat Riley |

| Effectif des Celtics de Boston - Champions Conférence Est |
| --- |
| 00 Robert Parish • 3 Dennis Johnson • 8 Scott Wedman • 20 Ray Williams • 28 Quinn Buckner • 30 M.L. Carr • 31 Cedric Maxwell • 32 Kevin McHale • 33 Larry Bird • 34 Rick Carlisle • 40 Carlos Clark • 44 Danny Ainge • 50 Greg Kite Entraîneur :K.C. Jones |